# Clermont Foot 63 2021-2022
Questa voce raccoglie le informazioni riguardanti il Clermont Foot nelle competizioni ufficiali della stagione 2021-2022.

## Maglie e divise
| Casa | Trasferta | Terza maglia |

## Rosa
In corsivo i calciatori ceduti durante la stagione
| N. |                            | Ruolo | Calciatore          |
| -- | -------------------------- | ----- | ------------------- |
| 1  | Francia (bandiera)         | P     | Arthur Desmas       |
| 2  | Costa d'Avorio (bandiera)  | C     | Fred Gnalega        |
| 3  | Senegal (bandiera)         | D     | Arial Mendy         |
| 4  | Benin (bandiera)           | D     | Cédric Hountondji   |
| 5  | Camerun (bandiera)         | D     | Jean-Claude Billong |
| 6  | Tunisia (bandiera)         | C     | Saîf-Eddine Khaoui  |
| 7  | Francia (bandiera)         | C     | Yohann Magnin       |
| 8  | Francia (bandiera)         | C     | Jason Berthomier    |
| 9  | Francia (bandiera)         | A     | Jordan Tell         |
| 9  | Francia (bandiera)         | A     | Grejohn Kyei        |
| 10 | Uruguay (bandiera)         | C     | Jonathan Iglesias   |
| 10 | Francia (bandiera)         | A     | Lucas Da Cunha      |
| 11 | Gabon (bandiera)           | A     | Jim Allevinah       |
| 12 | RD del Congo (bandiera)    | D     | Vital N'Simba       |
| 15 | Francia (bandiera)         | D     | Oliver Kamdem       |
| 16 | Francia (bandiera)         | P     | Lucas Margueron     |
| 17 | Guyana francese (bandiera) | D     | Josué Albert        |

| N. |                       | Ruolo | Calciatore               |
| -- | --------------------- | ----- | ------------------------ |
| 18 | Kosovo (bandiera)     | A     | Elbasan Rashani          |
| 19 | Ghana (bandiera)      | D     | Salis Abdul Samed        |
| 20 | Francia (bandiera)    | D     | Akim Zedadka             |
| 21 | Francia (bandiera)    | D     | Florent Ogier (capitano) |
| 22 | Spagna (bandiera)     | C     | Oriol Busquets           |
| 23 | Francia (bandiera)    | D     | Jérôme Phojo             |
| 24 | Benin (bandiera)      | A     | Jodel Dossou             |
| 25 | Francia (bandiera)    | C     | Johan Gastien            |
| 26 | Francia (bandiera)    | A     | Pierre-Yves Hamel        |
| 27 | Guinea (bandiera)     | A     | Mohamed Bayo             |
| 28 | Capo Verde (bandiera) | A     | Bryan Teixeira           |
| 28 | Guinea (bandiera)     | C     | Yadaly Diaby             |
| 29 | Francia (bandiera)    | C     | Naël Jaby                |
| 34 | Francia (bandiera)    | A     | Aboubakar Sidibé         |
| 36 | Ghana (bandiera)      | D     | Alidu Seidu              |
| 40 | Francia (bandiera)    | P     | Ouparine Djoco           |